# Argalingga
Argalingga is een bestuurslaag in het regentschap Majalengka van de provincie West-Java, Indonesië. Argalingga telt 3079 inwoners (volkstelling 2010).